# فيريا
فيريا (باليونانية: Βέροια، بالإنجليزية: Veria وأيضا Veroia): مدينة تقع في شمال اليونان وهي عاصمة مقاطعة إيماثيا.

## الموقع، السكان والتسمية
تقع المدينة على ارتفاع 188 م عن مستوى سطح البحر على السفح الشرقي لجبل فيرميون مطلةً من الشرق على سهل إيماثيا الواسع، يمر بها نهر تريبوتاموس أحد روافد نهر ألياكمون، وتبعد مسافة 76 كيلومتر عن سالونيك مركز مقدونيا اليونانية.
يعود اسم المدينة إلى الفترة الإغريقية الكلاسيكية حيث كانت تعرف باسم بيريا (Berea)، وهي ذات المدينة المذكورة في العهد الجديد والتي بشر فيها بولس وسيلاس بالدين المسيحي.
يبلغ عدد سكان ڤيريا حوالي 48,000 نسمة، وتعد من المراكز التجارية الهامة في مقدونيا.

## التاريخ
برزت بيرية (Berea) في نهاية القرن الخامس قبل الميلاد كالمدينة الثانية في إيماثيا، وقد وجدت كتابات تدل على هذه المكانة، كانت بيرية أول مدينة مقدونية تسقط بيد الرومان عام 168 ق.م.
وصل القديس بولس وسيلاس إلى المدينة عام 54 أو 55 م. وقاما بالتبشير للدين المسيحي، حيث كانت بيرية تضم جالية يهودية كبيرة وقتها، وبالتالي أصبحت بيرية من أوائل المدن التي تعتبر مركزاً كنسياً. جعلها الإمبراطور الروماني ديوكليتيان إحدى عاصمتي مقدونيا.
في القرون الوسطى كانت خاضعة للسيطرة البيزنطية على الرغم من تعرضها مراراً لغزوات البلغار والصرب منذ القرن العاشر وحتى القرن الرابع عشر للميلاد.
احتلها العثمانيون عام 1361 م. فأصبحت تعرف باِسم قارافيريه (Karaferiye) التركي. انضمت للدولة اليونانية الحديثة عام 1912 م. 

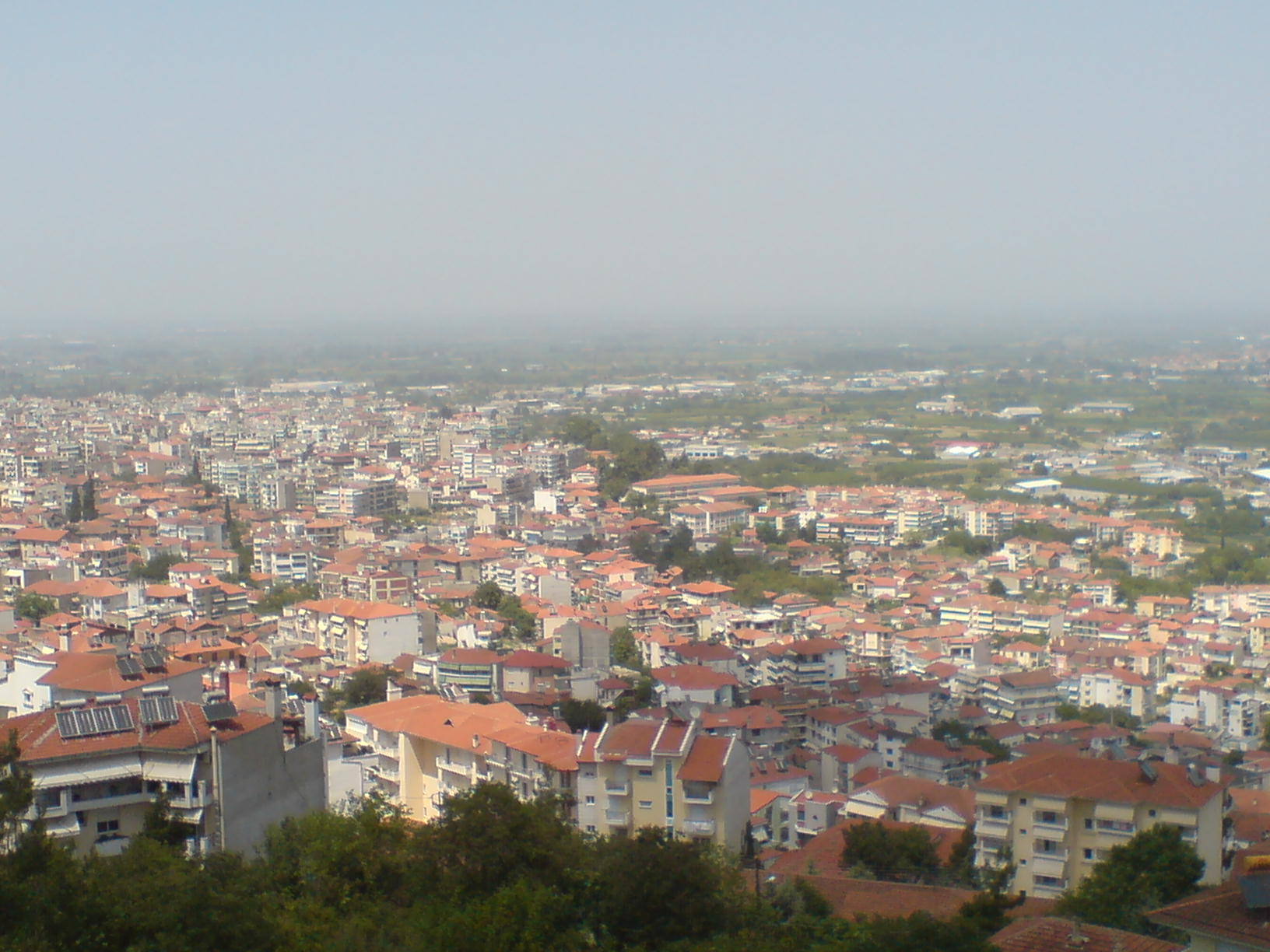
منظر بانورامي لمدينة فيريا

## المعالم الأساسية
- كنسية المسيح المنقذ (سوتيراس خريستوس): تقع في مركز المدينة، وهي تعود للقرن الرابع عشر م. وتضم لوحات جدارية جميلة تعكس الفن المقدوني القروسيطي.
- الكاتدرائية القديمة (بالياس ميتروبوليس): يعود بناءها للقرن الحادي عشر م. وتحتوي على أعمدة وقطع تعود للفترة المسيحية المبكرة.
- البرج البيزنطي: ويقع في موقع أكروبول المدينة القديم، وبالقرب منه توجد بقعة تدعى بيما (Bema) يعتقد المحليون أن بولس الرسول كان يبشر بالدين المسيحي عندها.
- الحي اليهودي (باربوتا): ويوجد ضمنه كنيس.
- مجمع الحمامات التركي (طوزجي حمام): ويوجد ضمن الحي السفلي للمدينة.
- كنائس المدينة السفلى المخفية: تعتبر أغرب النماذج المعمارية في ڤيريا وعددها 40 كنيسة، كانت قد بنيت أثناء العصر العثماني على شكل غرف بسيطة من الخشب والتراب حيث كانت منتشرة بشكل مخفي بين الأحياء الضيقة والبيوت خوفاً من العثمانيين.
- متحف ڤيريا الأركيولوجي: ويحتوي على مجموعة مهمة من كافة الفترات التاريخية، وخاصةً الفترة الرومانية.
- بقايا تحصينات عند مدخل المدينة القديمة يعتقد أنها تعود لحصن بني في القرن الثالث ميلادي.

## متفرقات
- تحتوي المدينة على واحدة من أكبر المكتبات العامة في اليونان، وتقوم بنشاطات ثقافية مهمة على الصعيدين الوطني والعالمي.
- يقام في المدينة كل صيف مهرجان سنوي يدعى إيماثيوتيكا (Imathiotika)، يعكس تقاليد وتراث المدينة.
- أهم نادي رياضي في المدينة يدعى بي إيه إي ڤيريا.